# Nysa Szalona
Nysa Szalona eller Raging Neisse (tysk: Wütende Neiße (Angry Neisse) eller Jauersche Neiße) er en højre biflod til Kaczawa (tyske Katzbach) i Nedre Schlesien i Euroregion Neisse og har en længde på 51 kilometer.
Floden har sit udspring i en højde af 598 m på den vestlige side af bjerget Kokosz (Huhnberg) Waldenburgbjergene, løber gennem lavlandet ved af Sudeternes forbjerge og højderne af Hainau, løber gennem byerne Bolków (Bolkenhain) og Jawor (Jauer) og til sidst over den tidligere slagmark for slaget ved Katzbach. Nysa Szalona løber derefter ud i Katzbach (Kaczawa) vest for landsbyen Dunino (tysk indtil 1945: Dohnau), omkring 10 kilometer sydvest for Legnica (Lignitz). Som følge af voldsom regn kan vandstanden i den lille flod stige op til 2,5 m.

## Napoleonskrigene
Floden blev berømt som et resultat af Slaget ved Katzbach under Napoleonskrigene, da flygtende franske tropper, der blev forfulgt af Marschall Blücher blev drevet ind i floderne Katzbach og Nysa Szalona/Raging Neisse, som var opsvulmet efter et tordenvejr.